# Jean-François Bachelet
Pour les articles homonymes, voir Bachelet.
Jean-François Bachelet (1742-1835) est un magistrat et homme politique français des XVIIIe et XIXe siècles. 

## Biographie
Jean-François, Nicolas, Marie, Bachelet nait à Audruicq (département du Pas-de-Calais), le 1er avril 1742. Il appartient à une famille de gens de justice. Fils de Jean-François Bachelet, procureur et échevin de la châtellenie d'Audruicq et de Marguerite Fayolle, il est baptisé le 2 avril 1742.
Il demeure dans la tradition familiale des professions de robe et devient avocat.
Il épouse Reine Françoise Bernardine Warin (ou Wassin ou Wanin). Le couple a au moins un fils François Henri Dubosquet Bachelet, avocat, qui va déclarer le décès de son père.
Jean-François Bachelet meurt le 25 décembre 1835, à l'âge de quatre-vingt-treize ans et neuf mois, à Saint-Omer où il était domicilié.

## Carrière
Jean-François Bachelet devient avocat au Parlement et lieutenant-général du bailliage d'Audruicq. Il occupe ce dernier poste de 1779 à 1787. En 1787, il est nommé échevin à Saint-Omer, l'abandon de la fonction de lieutenant-général étant la condition mise pour pouvoir valider la désignation.
Il fait partie de la nouvelle municipalité mise en place en 1789 dans cette ville à la suite de la Révolution française. Dans le cadre du projet de réforme administrative et territoriale, Saint-Omer ambitionne de devenir le chef-lieu du futur département envisagé pour la contrée. La ville envoie une délégation à Paris auprès de l'assemblée constituante de 1789 pour défendre ses intérêts. Jean-François Bachelet en fait partie. Finalement, en 1790, après plusieurs projets dont celui de plusieurs départements, n'est institué que le seul département du Pas-de-Calais ayant Arras comme préfecture.
À la suite de la nouvelle organisation judiciaire mise en place en 1790, Jean-François Bachelet devient juge suppléant au tribunal de district de Saint-Omer, puis procureur-syndic auprès de cette instance.
En 1793, il fait de nouveau partie d'une délégation envoyée par la ville devant la Convention nationale pour désapprouver le « malheureux système qui pesait sur la France », autrement dit pour désavouer la Terreur. Selon A. de Cardevacque, repris par Th.de Lamathière, Jean-François Bachelet ose, malgré les risques encourus en cette période de radicalisation,  signer une pétition demandant la fin de ce régime politique,. Nommé ensuite administrateur des hospices de Saint-Omer, il s'oppose avec succès à la vente en tant que biens nationaux des propriétés de ces établissements. Les représentants en mission n'osent pas donner suite à leur projet. Mais ces différentes prises de position lui valent d'être inquiété pendant les derniers jours de la Terreur dans le Nord-Pas-de-Calais. Décrété d'arrestation, la chute de Robespierre le 9 thermidor an II (27 juillet 1794) et l'élimination des partisans de ce dernier qui suit, le sauve et lui permet d'être remis en liberté.
Le 22 avril 1795, on lui propose de devenir agent national. Il refuse.
En janvier 1797, Jean-François Bachelet figure sur la liste des candidats au Corps législatif, mais il n'est pas élu.
Il est un des délégués autorisés, par l'arrêté du 4 avril 1804, à défendre les droits de Saint-Omer qui doit affronter les contestations de villes de sa banlieue.
Sous le Premier Empire, après la suppression des tribunaux de district, il est nommé magistrat de sûreté (ministère public) auprès du tribunal de première instance de Saint-Omer. La réorganisation judiciaire de 1811 le conduit à faire partie du tribunal civil de Saint-Omer. 
Il est nommé membre du conseil municipal le 8 mars 1815.
Jean-François Bachelet s'est illustré par ses connaissances et sa modération. En tant que magistrat de sûreté, il cherche surtout à prévenir les procès et à apaiser les conflits de famille. Pour combattre l'ignorance, il recommande aux maires de lire chaque semaine aux habitants des campagnes le code rural et les mesures pénales prévues pour les divers délits et contraventions.

## Honneurs
Jean-François Bachelet a été fait chevalier de la Légion d'honneur sous la Monarchie de juillet, par ordonnance du 25 janvier 1831. Il a alors 90 ans. Il était depuis longtemps un des doyens des tribunaux français, « magistrat respectable par son âge et son mérite ».

## Pour approfondir